# Amanda Lear

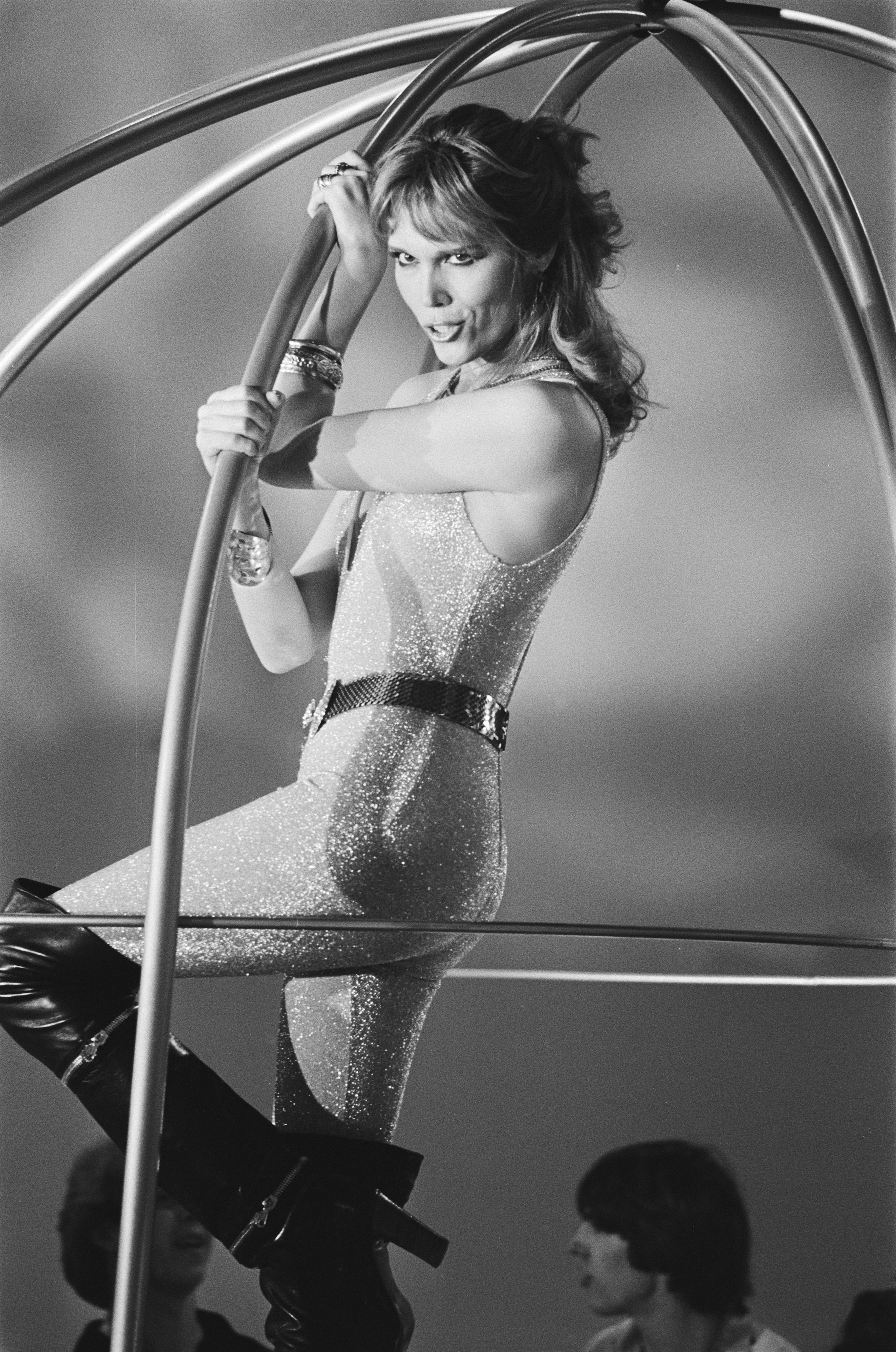
Amanda Lear. "Disco Show" 1978.

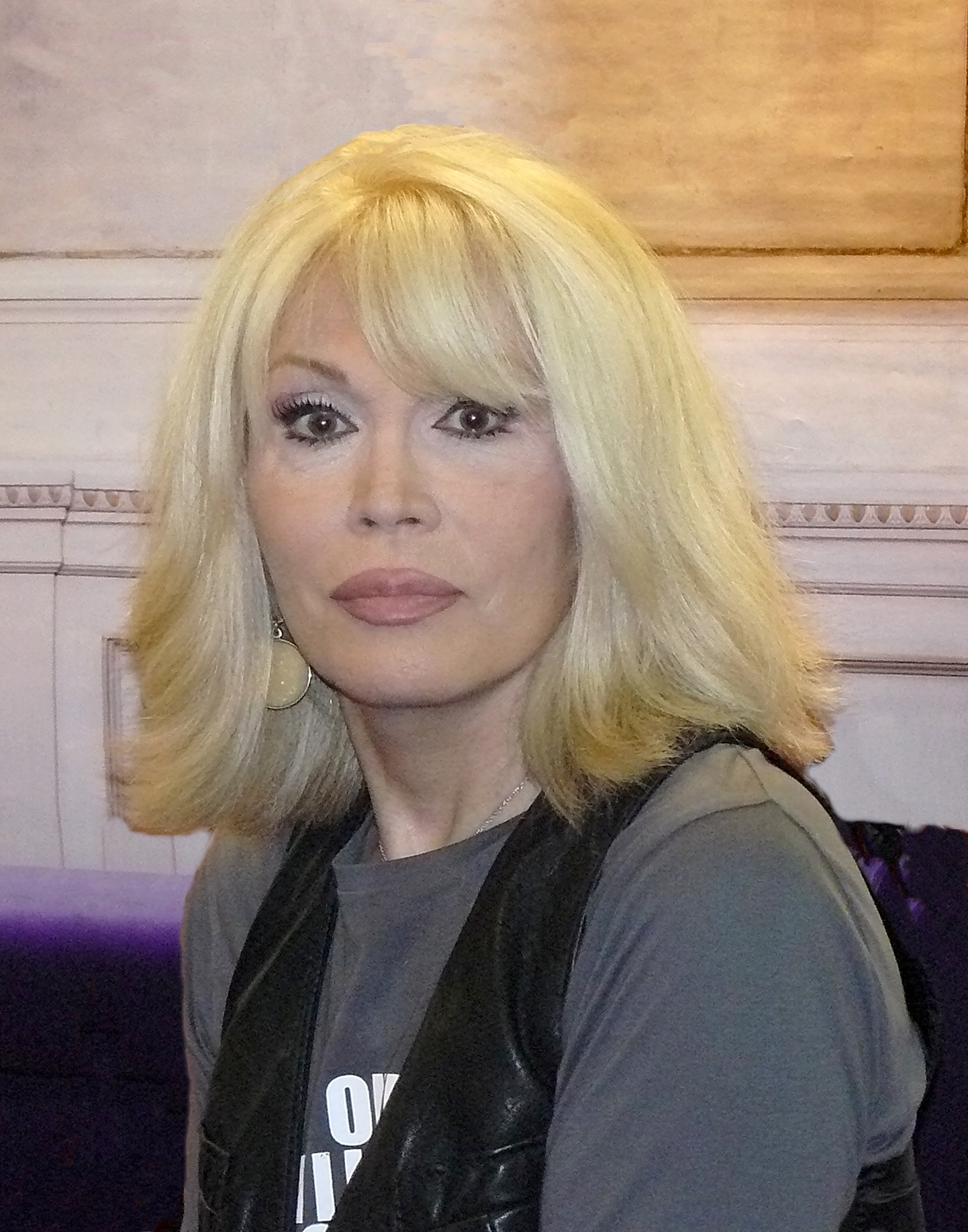
Amanda Lear 2010.

Amanda Lear (nascida Tapp ou Tap; Saigon, 18 de junho de 1939) é uma cantora, letrista, compositora, pintora, apresentadora de TV, atriz e escritora francesa. A real data de nascimento é incerta, sendo divulgadas três datas: 18 de novembro de 1939 ou 1946 ou 1950, em Hong Kong.

## Biografia e carreira

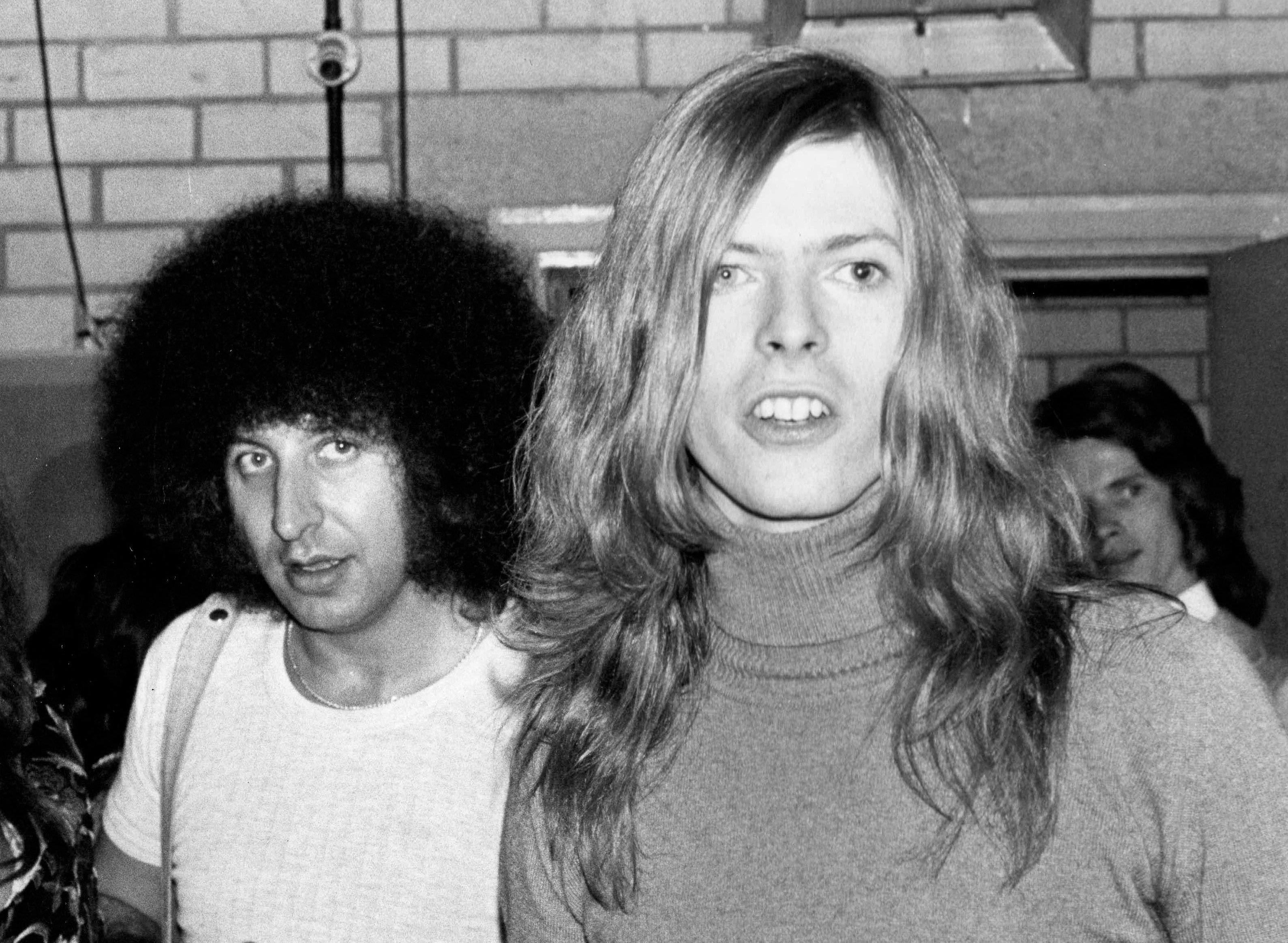
Tony Defries e David Bowie no evento "Pork" no Roundhouse, em Londres, 1971. Esta imagem ilustra um momento da relação profissional entre Tony Defries, o empresário de Bowie, e o artista durante os primeiros anos de sua carreira. Embora a imagem não esteja diretamente ligada a Amanda Lear, ela ajuda a contextualizar a cena musical da época, na qual Lear também estava inserida, especialmente considerando suas conexões com Bowie e sua carreira emergente na mesma época.

O início da vida de Amanda Lear não é claro, incluindo a data de nascimento, sexo, nomes, nacionalidades de seus pais e onde se educou. Tem como línguas maternas o francês e o inglês, e aprendeu alemão, espanhol e italiano em sua adolescência, e posteriormente usou-as em sua vida profissional. De acordo com a biografia oficial de Lear, ela se mudou para Paris para terminar a escola primária e estudar na Académie des Beaux-Arts, antes de ingressar na St. Martins School of Art em Londres, em 1964.
É comentada na mídia a condição transexual de Amanda e na biografia daqueles que dizem tê-la conhecido antes de se tornar famosa. April Ashley, uma transexual que tinha o nome de George Jamieson e era marinheiro em Liverpool, afirma que trabalhou com Amanda no “Fifties" em Le Carrousel, um teatro de revista e reduto de travestis de Paris. Em seu livro, Odyssey April Ashley, ela se lembra de um homem chamado Alain Tapp, cujo nome artístico foi Peki d'Oslo, e que possivelmente mais tarde se tornou Amanda Lear. De acordo com Ashley, o pintor surrealista espanhol Salvador Dali conheceu Peki em Le Carrousel, em 1959.
Lear começou sua carreira como modelo de moda dos anos 1960 e tornou-se a musa de Salvador Dalí. Ela apareceu primeira vez em público como modelo da capa do álbum For Your Pleasure, da banda Roxy Music, em 1973. Em meados dos anos 1970 até início dos anos 1980, ela foi declarada como rainha Disco, principalmente na Europa Continental e na Escandinávia, com sucessos como "Queen of Chinatown", "Follow Me", "Enigma" e "Fashion Pack".
Em 1977 posou para a revista Playboy afirmando: "Eu sou uma mulher como outra qualquer", após rumores de ser transexual, especialmente por ausência de informações sobre sua origem, sua altura e a voz grave. Ela respondeu que a ambiguidade foi fictícia, e que foi devido a razões de marketing, mas vários amigos e testemunhas de sua juventude insistiram que Amanda nasceu como um homem.
Em meados dos anos 1980, ela se posicionou como uma das principais personalidades da mídia no continente europeu, especialmente na Itália e na França, onde ela apresentou muitos shows de TV de longa duração. Desde os anos 90 divide seu tempo entre a música, a televisão, a escrita, filmes e a pintura. Atualmente ela mora em Saint-Étienne-du-Grès, perto de Avinhão, no sul da França.

## Discografia
- 1977: I Am a Photograph
- 1978: Sweet Revenge
- 1979: Never Trust a Pretty Face
- 1980: Diamonds for Breakfast
- 1981: Incognito
- 1982: Ieri, oggi
- 1983: Tam-Tam
- 1985: A L
- 1987: Secret Passion
- 1989: Super 20
- 1989: Uomini più uomini
- 1990: Tant qu'il y aura des hommes
- 1993: Cadavrexquis
- 1995: Alter Ego
- 1998: Back in Your Arms
- 2001: Heart
- 2003: Tendance
- 2005: Paris by Night - Greatest Hits
- 2005: Forever Glam!
- 2005: Sings Evergreens
- 2006: The Sphinx - Das beste aus den Jahren 1976-1983
- 2006: With Love
- 2009: Brief Encounters
- 2009: Brand New Love Affair
- 2011: I Don't Like Disco

### Canções mais populares
- 1975: "La Bagarre
- 1976: "Blood and Honey"
- 1977: "Tomorrow"
- 1977: "Blue Tango"
- 1977: "Queen of Chinatown"
- 1978: "Follow Me "
- 1978: "Run Baby Run"
- 1978: "Enigma (Give a Bit of Mmh to Me)"
- 1978: "Gold "
- 1978: "The Sphinx "
- 1979: "Fashion Pack"
- 1979: "Fabulous (Lover, Love Me)"
- 1980: "Diamonds"
- 1980: "Solomon Gundie"
- 1981: "Egal"
- 1982: "Fever"
- 1982: "Incredibilmente Donna"
- 1983: "Love Your Body"
- 1984: "Assassino"
- 1985: "No Credit Card"
- 1986: "Les Femmes"
- 1987: "Wild Thing "
- 1987: "Aphrodisiaque"
- 1988: "Thank You "
- 1989: "Metamorphose"
- 1992: "Fantasy"
- 1995: "Everytime You Touch Me"
- 1995: "Peep!"
- 1996: "Angel Love"
- 2001: "Love Boat "
- 2002: "I Just Wanna Dance Again"
- 2005: "Copacabana"
- 2006: "Paris By Night"
- 2009: "Someone Else's Eyes"
- 2010: "I'm Coming Up"
- 2011: "Chinese Walk "
- 2011: "I Don't Like Disco"
- 2012: " La Bête et la Belle"

## Filmes
- 1968: Ne jouez pas avec les Martiens
- 1977: I Am a Photograph]]
- 1978: Follie di Notte
- 1978: Stryx
- 1982–83: Premiatissima
- 1984–86: W le Donne
- 1989: Ars Amanda
- 1993: Une Femme pour Moi
- 1995: Peep! (Beware of the Blondes)
- 1999: Il Brutto Anatroccolo
- 2001–03: Cocktail d'Amore
- 2002: Le Défi (Dance Challenge)
- 2004: The Incredibles
- 2005: Sous le soleil
- 2005: Memorias de Arkaran
- 2005–09: Dancing with the Stars|Ballando con le Stelle
- 2008: Dragon Hunters (film)|Chasseurs de Dragons
- 2008: Bloody Flowers